# Teens' Love
Teens’ Love (TL) (Japanisch: ティーンズラブ) ist ein Subgenre der japanischen Frauencomics, das sich seit den 2000er Jahren etabliert hat. Charakteristisch für TL sind romantische und sexuell explizite Beziehungen zwischen männlichen und weiblichen Protagonisten, die einfühlsamer dargestellt werden als in Medien für Männer. Sie spielen meist in modernen japanischen Settings wie Büros, aber auch in Fantasy- oder Isekai-Welten.
Typische Charaktere in TLs sind Büroangestellte Ende 20 oder älter. Beziehungen entstehen häufig durch dramatische Begegnungen, Wiedersehen oder unerwartete Heiraten. Die männlichen Figuren sind größer, ruhiger, erfahrener in der Liebe und haben einen besseren Ruf als ihre weiblichen Gegenstücke, sie initiieren größtenteils die Beziehung. Ihre Attraktivität wird oft durch das Auftreten von Liebesrivalen betont. Häufig stehen Protagonistinnen im Mittelpunkt, die in der Liebe unerfahren sind und mit hängenden Augen gezeigt werden. Wiederkehrende Motive sind dramatische Begegnungen, Wiedersehen und das Überwinden von Konflikten durch die Kraft der Liebe. Teens’ Love ist in einer breiten Palette von Medien vertreten und richtet sich an eine Kernzielgruppe, die von Teenagerinnen bis hin zu erwachsenen Frauen reicht.
TL wurde dafür kritisiert, dass in einigen Darstellungen von Gewalt in sexuellen Szenen die Einvernehmlichkeit nicht immer klar erkennbar ist und dass Themen wie Verhütung und die Prävention sexuell übertragbarer Krankheiten oft ausgeklammert werden.

## Historische Entwicklung und Medien
Teens' Love (TL)-Comics, auch als Ladies’ Comics bekannt, sind ein seit den 2000er Jahren etabliertes Subgenre der japanischen Frauencomics, das bereits seit den frühen 1990er Jahren erscheint. Der Genre-Name „Teen's Love“ hat sich um 2002 herum etabliert, und das erste TL-Magazin wurde 1998 veröffentlicht. Von Mitte der 2000er Jahre bis 2010 war die Popularität von TL besonders groß, und es entstanden mehrere spezialisierte Labels. TL wurde definiert als ein „ein Genre von Liebesromanen für Frauen, in dem sexuelle Darstellungen im Mittelpunkt des Werks stehen“. Seit etwa 2020 ist die Genredefinition von Teens’ Love (TL) durch die zunehmende Verbreitung von Manga-Apps schwieriger geworden. Davor konnte man sagen, dass Werke von TL-Labels TL sind. Mittlerweile erscheinen auch Titel von nicht spezialisierten Verlagen unter dem Tag „TL“ in digitalen Plattformen. Diese Entwicklung führt zu einer Verwischung der Genregrenzen. Zudem konsumieren manche, Werke von TL-Labels, ohne sich der spezifischen Genrezugehörigkeit bewusst zu sein. Infolgedessen wurde beschrieben, dass sich die Skala erweitert. Als Reiz, TL-Medien zu lesen, wurde genannt, dass sie einen träumen lassen, dass man (als Frau) von einem unglaublich netten Mann wie ein Schatz gehegt und gepflegt wird. Wodurch viele Träume und Hoffnungen von Mädchen wahr werden, die man nicht laut sagen kann. Als weiterer Reiz wurde genannt, dass sie im Vergleich zu Shoujo-Mangas die Zukunft darstellen. Seit den 2010er Jahren wird TL nach Südkorea übersetzt, allerdings selten in Papierform und nur im E-Book-Format. TL ist in verschiedenen Medien präsent, darunter Anime, Manga, Light Novels, Live-Action-Drama-Adaptionen, Kartenspiele und E-Books, die z. B. auf der Webseite Renta! Verliehen werden. Es gibt Veröffentlichungen, die als Buch angefangen haben und online veröffentlicht worden sind, und umgekehrt. Der Konsum wechselt zunehmend auf den elektronischen Vertrieb. Der Wechsel zum elektronischen Vertrieb von TL-Manga lässt sich durch begründen, dass digitale Plattformen es ermöglichen, Inhalte jederzeit und ortsunabhängig zu erwerben und zu konsumieren, sowie dass man nur das lesen kann, was man was den eigenen Interessen entspricht. Darüber hinaus muss man kein schlechtes Gewissen haben, wenn man erotische Manga kauft. Es ist unklar, wie viel online gelesen wird, aber fast jede Plattform, die E-Books anbietet, hat eine Sektion für TL, die als eigenes Genre kategorisiert sind. Ursprünglich von Manga dominiert, kommen seit dem Jahr 2024 mehr Romane hinzu, die unter verschiedenen spezialisierten Labels veröffentlicht werden. TL-Comics werden primär über Zeitschriften verbreitet, die Titelseiten zeigen größtenteils einen Mann, der einseitig eine Frau umarmt, was auf den Wunsch hinweist, „von einem schönen Mann gedrückt zu werden“. Die Zeitschrift enthält typischerweise etwa zehn Manga-Werke, welche die sexuellen Fantasien der Leserinnen bedienen. Ein Magazin hat in der Regel eine Größe eines A5-Buchs mit ca. 800 Seiten. In diesen Werken steht meist eine Protagonistin im Mittelpunkt. Es richtet sich an Leser, die Sex als eine Erweiterung von Mädchenmanga lesen und nicht so etwas Radikales wie Redicomi lesen wollen. Das Genre wird vor allem von Künstlerinnen geschaffen und spricht eine primär weibliche Leserschaft an, und richtet sich auch an ein jüngeres Publikum. In einer Umfrage bei japanischen Universitätsstudenten sagten 1,3 % der Befragten, dass sie in der Vergangenheit TL gelesen haben und 4,8 %, dass sie aktuell TL lesen. Als die Beschränkungen für sexuell explizites Material strenger wurden, begannen immer weniger Geschäfte und Buchhandlungen, Magazine zu führen, und die elektronische Veröffentlichung, die auf Smartphones gelesen werden kann, wurde zum Mainstream.

## Charakteristik
Das Genre ist unter den Medien für Frauen, den meisten Lesern nicht geläufig, dadurch gibt es auch nur wenige Rezensionen oder Studien, die veröffentlichen Analysen fokussieren sich hauptsächlich auf allgemeine Erörterungen des Genres als Ganzes, d. h. um die Arten und Merkmale von TL-Manga, dies liegt daran, dass die meisten TL-Manga, wie auch die Lady-Comics, beiläufig gelesen und als Zeitvertreib weggeworfen werden.

### Handlungsorte
Die Hälfte der 40 populärsten TL-Bücher von 2023 sind im modernen Japan angesiedelt, mit geringen Erklärungen der Welt es wird z.b. nicht erklärt, warum man bei einer Firma arbeitet, damit man sich leicht einfühlen kann, mit Schauplätzen wie Arbeitsplätzen oder Bars, die zufällige Begegnungen ermöglichen werden ebenfalls bevorzugt.
Häufig beruhen die Handlungen auf Beziehungen zu Kindheitsfreunden oder Bekanntschaften aus der Schul- oder Studienzeit. Die auf nicht gezeigten Geschichten basieren, die vor 5 oder 10 Jahren vor der Haupthandlung stattgefunden haben. Diese Geschichten erklären, warum der Held in die Heldin verliebt ist. In einigen Fällen trifft man die Person, mit der man am besten zusammenpasst, über eine App, oder man trifft die Person durch eine Zwangsheirat in einer von den Eltern arrangierten Ehe. Ein weiteres beliebtes Setting sind Büros, in denen Helden oft als engagierte Kollegen oder kaltherzige Chefs dargestellt werden. Der Grund dafür, soll sein, dass es einfacher ist, Situationen zu zeichnen, die für solche Büros einzigartig sind. Neben diesen Szenarien spielen etwa 10 % der Geschichten in Fantasy-Welten mit Reinkarnationselementen und weitere 10 % in historischen Epochen wie der Taisho-Zeit. Science-Fiction- oder Zukunftssettings werden hingegen gemieden, da diese eine detailliertere Erklärung der Umgebung erfordern würden. Selbst in Werken, die in Büros spielen, gab es auch Darstellungen von Begegnungen wie die Arbeit in einem Unternehmen mit einem Jugendfreund oder die zufällige Begegnung mit dem Vizepräsidenten eines Geschäftspartners in einer Bar.

### Beweggründe
Zu den zentralen Auslösern mit jeweils 30 % Vorkommen für Beziehungsentwicklungen gehören dramatische Begegnungen, die sich zur Grundlage der Geschichte entwickeln. Wiedersehen, oft mit Kindheitsfreunden oder potenziellen Partnern, die zufällig aufeinandertreffen. Und zuletzt, eine unerwartete Heirat, die nur in TLs vorkommt, die unter ungewöhnlichen Umständen geschlossen werden, ist ebenfalls verbreitet und hilft, die Geschichten voranzutreiben. Diese Geschichten beginnen mit der Offenbarung der Gefühle der Heldin in betrunkenem Zustand, wobei der Held jedoch immer bei klarem Verstand bleibt. Selbst wenn er Alkohol trank, ist der Held nur „beschwipst“, und es gab keine Geschichte, in der er aufgrund des Alkohols unfreiwillig angriff.
Die Motivation der Helden für die Beziehung ist laut Midori Makita meist darauf zurückzuführen, dass sie die Heldin mögen. Auch gab es Fälle, bei denen sich Beziehungen aufgrund von Veränderungen des Arbeitsinhalts ändern, und es gab mehrere Geschichten, in denen Helden in verschiedenen Situationen auftauchen, um den Tag zu retten. Im Falle von Veränderungen in der Arbeit gab es zum Beispiel Geschichten, in denen sich Menschen zueinander hingezogen fühlten, als sie mit ihren Geschäftspartnern sprachen, und ihre Beziehung vertieften, indem sie als Kollegen hart zusammenarbeiteten. Außerdem kann es einen Feuerwehrhelden geben, der einem aus der Klemme hilft, oder der einem hilft, wenn man mit seinem Ex-Freund verstrickt ist. Neben der Möglichkeit, einen coolen Helden darzustellen, kann man sagen, dass es eine Gelegenheit ist, zu verstehen, warum sich die Heldin verliebt. Es gibt aber auch Fälle, bei denen es keine größeren Zwischenfälle gab und sich die Beziehung langsam ergab.

### Alter
Das Alter der dargestellten Personen liegt meist im Bereich der späten 20er. Die nächst häufigere Altersgruppe sind Heldinnen, im Alter von 23 bis 25 Jahren, und die Helden sind oft in ihren frühen 30ern. Außerdem tauchen sowohl Männer als auch Frauen nicht nach Ende 30 auf. Dieses Alter wurde damit begründet, dass man in dieser Zeit auf der Suche nach einer ernsthaften Beziehung mit Blick auf die Ehe sucht, dieses Element, dass man einen Partner für das Leben findet, findet man oft in TLs. Diese Altersspanne wurde auch mit der Umgebung, dem Modernen Japan, in dem TLs spielen, begründet. Keine der Geschichten spielt in Schulen, es kommen auch keine Jugendlichen vor, trotz des Genres, das „Jugendliche“ im Namen trägt. Die Altersspannen in Genres „Isekai-Reinkarnation“ und „Geschichte/Ära“, sind im Allgemeinen jünger, und es sind auch Teenager-Charaktere aufgetreten. Das Genre, „Isekai-Reinkarnation“ ist in der Umgebung eines mittelalterlichen Europas angesiedelt. Und Werte wie „wenn man 20 wird, ist es zu spät“ können tief verwurzelt sein, und es kann schwierig sein, eine Heldin in ihren späten 20ern darzustellen. In der Taisho-Periode, die den Schauplatz für mehrere Werke bildete, lag das Durchschnittsalter bei der ersten Heirat bei 25,0 Jahren für Männer und 21,2 Jahre für Frauen.

### Berufung
Der Beruf, den die weiblichen Charaktere zumeist ausführen, ist mit 75 %, die einer Büroangestellten, diese Spielen zumeist im Modernen Japan. Es gibt auch weibliche Präsidentinnen, die in jungen Jahren ein Unternehmen leiteten, und eine Yakuza-Frau (die zur Yakuza wurde), aber im Grunde genommen wird das Umfeld der Heldin als „normaler“ Charakter betrachtet, der beim Lesen kaum auffällt. In Werken, die im Isekai Tensei spielen, gab es viele Fälle, in denen sie eine schurkische Tochter war, in Werken, die in der Taisho-Periode spielen, gab es viele Geschichten, in denen sie eine junge Dame der chinesischen Familie war, und in Werken, die außerhalb des modernen Japans spielen, gab es viele Geschichten, in denen sie eine „königlich-aristokratische“ Position einnahm. Doch anstatt eine von allen geliebten Prinzessinnen zu sein, gibt es viele Heldinnen, die von dem Standpunkt ausgingen, von ihrer Umgebung gemieden zu werden, selbst wenn sie eine adlige Stellung innehatten. Die Tatsache, dass sich die Geschichte in der Form eines Helden entfaltet, der eine solche einsame Heldin findet und rettet, kann von der Form her als eine Art Aschenputtel-Geschichte bezeichnet werden.
Was den Beruf des Helden betrifft, so ist es derselbe wie bei der Heldin, dass die meisten Büroangestellten sind mit 37,5 %, 17,5 % sind Beamte und 12,5 % sind leitende Angestellte. Die Berufung des Helden ist breiter gefächert als der der Heldin. Das Milieu eines „normalen“ Büroangestellten ist sinnvoll, als es das Innenleben der Figur und nicht ihren Titel beschreibt. Die häufigste Kleidung, die getragen wird, sind Anzug und Krawatte, auch Anwälte und Militärangehörige wurden oft in Anzug und Krawatte dargestellt. In TLs ist eine Krawatte ein wichtiges Accessoire, es zeigt, dass man im Arbeitszustand ist, wenn sie abgelegt wird, zeigt, dass man in den privaten Zustand entlassen wird, es wird zudem verwendet, um zu zeigen, dass sie sich von einem Geschäftsmann zu einem Mann entwickeln. Die Diskrepanz zwischen dem sonst ernsthaften und unschuldigen Helden, der seine Maske und Krawatte ablegt und der Heldin als Mann auf Augenhöhe begegnet, verstärkt die Anziehungskraft des Charakters.

### Aussehen
Die Helden der Geschichten haben eher Schwarze Haare und die Heldinnen Weiße Haare. Der Ausdruck der Augen der Personen wird als „hängende Augen“ beschrieben. Die Helden sind eher schlank, und die Heldinnen neigen dazu, ihre Augen hängenzulassen. In TL gibt es viele Geschichten, in denen der Held, die Heldin energisch sucht, und es wird angenommen, dass der Held dazu neigt, einen schrägen Charakterausdruck zu haben, und die Heldin einen passiven Ausdruck. Es gibt auch Fälle, bei denen es zu einem hängenden Auge wird, weil es die Güte des Helden zum Ausdruck bringen will, und es gibt auch Fälle, in denen es zu einem Haken wird, um eine schräge Heldin zu zeichnen. Es ist ein Element, das von der Geschichte abhängt. In den meisten TLs sind die Helden groß, es befand sich der Kopf der Heldin bei dem Kinn des Helden, was dazu führte, dass der Held mehr als ein Kopf größer war. Titel, die den Unterschied in Körperbau und Größe betonen, sind häufig zu sehen, sodass man sehen kann, dass Helden mit solchen Eigenschaften bevorzugt werden.

### Romantische Erfahrungen
Heldinnen werden tendenziell weniger in Bezug auf ihre romantischen Erfahrungen beschrieben, sie werden gezeigt, dass sie keine oder wenige romantische Erfahrungen gemacht haben. Heldinnen, die romantische Erfahrungen gemacht haben, haben in den meisten Fällen keine sehr guten Erinnerungen an ihre früheren Beziehungen. Die einzige Ausnahme bilden „Versöhnungsgeschichten“, in denen die Heldin mit einem früheren Partner wiedervereint wird. Es wird der Eindruck gemacht, dass frühere Partner in der Geschichte dargestellt werden, um einen Kontrast zu schaffen in der Form „die Liebe mit dem Helden ist dieses Mal großartig und kann nicht mit ihren früheren Freunden verglichen werden“. Die Helden werden dagegen, selten als unerfahren dargestellt, sondern eher als Menschen mit einer gewissen oder größeren Erfahrung. Diese Erfahrung wird aber größtenteils nicht erwähnt, sondern indirekt dargestellt, durch einen ruhigen Charakter, was darauf hindeutet, dass sie in der Vergangenheit Erfahrungen gesammelt haben. Man geht davon aus, dass dies darauf beruht, dass von den Helden erwartet wird, entschlossen die Initiative zu ergreifen, ohne Zweifel zu zeigen, und dass ein Vergleich mit früheren Partnerinnen vermieden werden soll. Sie werden als „Neulinge“, aber mit hohen Ansprüchen dargestellt, die die Heldin von Anfang an befriedigen konnten. Es kann gesagt werden, dass von den Helden erwartet wird, dass sie geschickt mit Frauen umgehen und sauber sind, ohne nach vergangenen Frauen zu greifen. Auch wird das Innenleben der Heldin gezeigt und ihre Psychologie beschrieben, diese werden implizit dargestellt. Die psychologischen Beschreibungen der Helden sind minimal, dies wurde damit begründet, dass es wahrscheinlich daran liegt, dass sie nicht oft in Bezug auf ihre Erfahrungen beschrieben werden.

### Entwicklung der Beziehung
Die romanischen Beziehungen in TL basieren stilistisch auf Shojo-Manga. 60 % der TL-Geschichten beginnen über Bekannte, die restlichen 40 % sind erste Begegnungen; es gibt fast keine Anfänge von romantischen Beziehungen. Das einzige Muster, das existiert, ist, dass die Heldin in einer Vertragsehe war, aber Amnesie hatte, und die Beziehung sich im Laufe der Geschichte entwickelte. Bei der körperlichen Beziehung gibt es nur Amnesie und das Wiedersehen mit dem Ex-Freund, und es gab keine Geschichte von einem Muster von „Liebenden, die von Anfang an harmonisch waren“. In TL ist zu sehen, dass die Richtung, eine romantische Beziehung aufzubauen, stärker ist als die Aufrechterhaltung einer romantischen Beziehung. Nach der ersten Folge waren etwa 30 % von ihnen in einer romantischen Beziehung (etwa die Hälfte davon waren Zwangsheiraten). 80 % der Handlungen sind mehr als berührend. Typisch für TL ist es, dass die Beziehung zwischen dem Körper zuerst kommt und dann die Beziehung zwischen dem Geist. Dies wird gemacht, um zu zeigen, dass sich die Beziehung vertieft. Die Beziehung vertiefte sich von der Mitte bis zum Ende, am Ende des ersten Bandes ist die Beziehung zu 100 % berührend, aber nur in 87 % der Fälle wird die Grenze überschritten. Etwa 70 % der Geschichten basieren auf der Idee einer fortlaufenden Handlung, wobei im ersten Band Raum für die zukünftige Vertiefung der Beziehung bleibt. Rund 40 % der Geschichten enden vorerst mit einem bekannten Beziehungsstatus, wobei das Finale erst in späteren Bänden erwartet wird.
In TL-Geschichten zeigen die Helden von Anfang an eine dreifach stärkere Bereitschaft zur Vertiefung der Beziehung als die Heldinnen. Zwar wird die Heldin im Verlauf aktiver, erreicht jedoch nie die gleiche Intensität und bleibt am Ende um 30 % hinter dem Helden zurück. Die klassische Entwicklung von TL ist, dass die Gefühle des Helden das Herz der Heldin öffnen, wobei romantische Motive dominieren. Lustgetriebene Motive sind mit 22,5 % zu Beginn beim Helden doppelt so stark ausgeprägt wie bei der Heldin, kehren sich jedoch im Verlauf der Handlung um. Äußere Motivationen, wie finanzielle Gründe oder Kinderwunsch, sind mit 25 % zunächst stärker bei der Heldin, verlieren jedoch mit fortschreitender Handlung an Bedeutung und weichen romantischen Motiven. Dieses externe Motiv wird verwendet, um einen Auslöser für die Geschichte zu schaffen.
Liebesgeständnisse sind ein zentraler Bestandteil der Handlung, meist initiiert vom Helden, dessen Zuneigung die Beziehung vorantreibt. Liebesgeständnisse werden von ihm einmaliger Ausdruck der Zuneigung dargestellt, er sagt z.b. „Ich mag dich schon lange!“. Komplimente kommen überwiegend von der Heldin, während abwertende oder beleidigende Worte in den Geschichten nahezu fehlen. In Sexszenen kann der Held einen aggressiveren Charakter annehmen, was jedoch durch Liebesbekundungen und Komplimente sozial akzeptabel gemacht wird. Dies wird vom Helden gemacht, da sie sich wirklich lieben.
Die gegenseitige Zuneigung wird oft durch körperliche Gesten wie Zungenküsse, Umarmungen oder Händchenhalten symbolisiert. Besonders Küsse gelten als unverzichtbare Bestätigung der Liebe. Erzwungenes Küssen oder Händchenhalten werden nicht oft dargestellt. Händchenhalten wird in 40 % der Episoden dargestellt, während es in Mangas für Männer nur 17,1 % vorkommt. Umarmungen in verschiedenen Formen sowie das Berühren der Haare sind weitere typische Ausdrucksweisen der Liebe durch den Helden.

### Beschreibungen durch Nebencharaktere
In TLs werden manche Merkmale von Nebencharakteren beschrieben, so wird gezeigt, dass die Heldin oder der Held nicht blind verliebt ist, sondern sich einen Partner aussucht, der eigentlich fähiger ist. Es dient dazu, zu zeigen, dass man von anderen beneidet wird. Helden werden insgesamt mit einem besseren Ruf gezeigt als Heldinnen, in mehr als 70 % der Werke wird gezeigt, dass sie in der Arbeit kompetent sind; dies wird verwendet, um zu zeigen, dass man ein stabiles Leben führt und dass man ein anständiger Mensch ist. Manche Personen werden mit einer unrealistischen wirtschaftlichen Macht dargestellt, andere haben in den Medien Aufmerksamkeit erregt. In manchen TLs, wird das Aussehen der Heldin gelobt, dies geschieht in Form von Spott von den Nebencharakteren, dass „man seinen Job nicht nur durch sein Aussehen erledigen kann“ (sondern nur Helden machen ihren Job fair).

### Probleme der Charaktere
Probleme oder Dinge, die Charaktere durch die Kraft der Liebe lösen, sind ein typisches Stilelement von TLs. Es werden in erster Line die Probleme der Heldinnen gezeigt, sie haben auch eher mehr Sorgen als der Held. Dies liegt daran, dass die Heldin eher als ihr inneres Ich dargestellt wird, durch z.b. Sorgen über Beziehungen. Es werden auch Arbeitssorgen, familiäre Sorgen oder Sorgen über die Selbstverwirklichung gezeigt, die nicht direkt etwas mit Liebe zu tun haben. Diese Probleme werden gelöst, wenn sich die Beziehung zu Helden vertieft. Die Probleme des Helden sind typischerweise Sorgen um die Beziehung zur Heldin, die sich lösen, wenn sich die Beziehung zur Heldin vertieft. Es gibt aber auch Darstellungen von Problemen mit Arbeit oder Familie, diese erwecken den Eindruck einer höheren Qualität als bei der Heldin. Die höhere Qualität wird, durch Sorgen über ihr zukünftiges Privatleben, wie z. B. „Ich werde meinen Job verlieren und nicht mehr in der Lage sein zu essen“ oder „Ich könnte gezwungen sein zu kündigen, wenn ich meine derzeitigen Fähigkeiten nicht beibehalte!“ dargestellt. Dies wird bei den Heldinnen nicht gezeigt. Die Sorgen des Helden stehen nicht im Mittelpunkt, sondern sollen dem Helden eine lebensnahe Ausstrahlung verleihen.

### Sexuelle Handlungen
In 76,1 % aller Kapitel wird irgendeine sexuelle Handlung dargestellt. Die meisten Einladungen mit 80 % kommen von dem Helden, viele Handlungen werden meist mit vorheriger Zustimmung dargestellt, diese Zustimmung wird aber nicht immer sofort gezeigt, manchmal wird die Zustimmung erst später erteilt. Die meisten sexuellen Handlungen geschahen im Zuhause des Helden, an nächster Stelle standen Orte wie Hotels oder eine andere Umgebung der Heldin, bei denen sie alleine sein konnten. Es gibt aber auch Orte wie Büros, das Freie oder das Auto, bei dem man gesehen werden konnte, diese Orte werden als Würze verwendet. Die meisten sexuellen Berührungen werden von Helden ausgeführt, hingegen gibt es nur wenige von Heldinnen. Dies ist besonders im frühen Teil der Geschichte auffällig. Der Akt des Eins-Werdens nimmt von Anfang bis Ende zu. Je nach Magazin variieren die Sexinhalte von Soft- bis Hardcore-Darstellungen.

### Darstellungen von Liebesrivalen
Die Liebes Beziehungen des Charakters werden durch Liebesrivalen gewürzt, männliche Rivalen sind in etwa 40 % aller Geschichten dargestellt, weibliche Rivalen in 20 %. Auf die einzelnen Episoden bezogen, sind es nicht so viele, sie lagen zwischen 10 und 16 %. Diese werden verwendet, um der Geschichte Höhen und Tiefen zu verleihen. Die Rivalen treten in einer Weise auf, die die Attraktivität der Helden erhöht. In manchen Fällen taucht der Ex-Freund auf, um den Klassenunterschied zu demonstrieren, oder der Held zur Rettung kam, als ein Rivale die Hand der Heldin gewaltsam packte. Dies wird verwendet, um zu zeigen, wie gut der Held war. Beim Vergleich von Helden und rivalisierenden männlichen Charakteren sind die Helden tendenziell größer. Die weiblichen rivalisierenden Charaktere sind mit Aktivitäten beschäftigt, die den Ort aufwühlen. Zum Beispiel war sie dafür verantwortlich, den Helden zu verfolgen und die Heldin anzugreifen, oder die Heldin zu belogen, um sie dazu zu bringen, dem Helden zu misstrauen.

## Genre-Überschneidungen und Unterschiede

### Überschneidungen
TL baut auf Genres wie Shōjo, Josei und Boys Love, bei BL ähnelt es sich durch den Stil und die Entwicklung der Geschichte, auch der Name des Genres entstand durch den Einfluss von Boys Love. Durch die sexuellen Handlungen gehört es auch zum Bereich der Ero-Manga.

### Unterschiede
TL unterscheidet sich von BL durch die Darstellung von Heterosexualität und unterscheidet sich von Shōjo-Manga durch die Ausführlichkeit und Häufigkeit von Sexszenen, es wird im Prinzip pro Episode eine erotische Szene gezeichnet und dass die Liebe im Mittelpunkt steht. Der TL-Manga unterscheidet sich auch deutlich von den Redicomi-Comics, da er auf heterosexuellem Sex in einer romantischen Beziehung basiert, und im Gegensatz zum dramatischen Stil der Redicomi-Comics übernimmt der TL-Manga den Stil der Shōjo-Manga. Redicomi-Comics unterscheiden sich zudem von TL, dass Charaktere und Schauplätze ausgefeilter sind, was am Schwerpunkt der Romanze liegt, und dass der Prozess, der zum Sex führt, relativ lang ist, da Romanze und Sex eng miteinander verbunden sind. Der Zeichenstil, von TL unterscheidet sich von Redicomi durch das verwenden von sehr dünnen Linien und weichen Hintergrundeffekten, und die inneren Beschreibungen (Monologe) der Protagonistin sind wichtig für die Entwicklung der Geschichte. Der Stil entspricht dem eines typischen shōnen manga, mit Ausnahme der späteren Entwicklung der Sexualisierung. Im Gegensatz zum Josei-Genre, das oft dramatische und kontroverse Themen wie Vergewaltigung, Inzest oder enjo kōsai (Beziehungen gegen Entlohnung) behandelt, meiden moderne TL-Werke solche Inhalte weitgehend, abgesehen von einigen frühen Veröffentlichungen. Horis argumentierte und schlug vor, dass es sich bei TL nicht um Pornografie handelt, obwohl sie sexuelle Handlungen enthalten. Sie sind stattdessen nach ihr, in der Kategorie der frauenorientierten Manga (die sexuelle Ausdrucksformen enthalten) im Japanischen Markt, zusammen mit Redicomi und BL-Manga, sie begründet dies damit, dass TL-Manga im Gegensatz zu Pornografien, wie sie bekannt sind, nicht realistisch sind und da es nicht darum geht, die sexuellen Wünsche von Männern zu befriedigen. Diese Argumentation als TL in der Kategorie der weiblich orientierte Manga mit sexuellem Ausdruck wurde damit begründet, dass Pornografie historisch gesehen eine ausschließliche Domäne von Männern im Westen war und so geformt wurde, dass er dem männlichen Blick diente, indem er reale Schauspieler zeigte, die sexuelle Handlungen vollzogen, was es schwierig macht, ihn auf Massenmedien anzuwenden, die von Frauen genutzt werden. Mit dieser Interpretation wurde versucht, den grundlegenden Unterschied zwischen frauenorientierten Comics, die sich an weibliche Leser richten und fiktive Protagonisten und deren sexuelles Verhalten in zweidimensionalen Medien wie Comics und Illustrationen darstellen, zu betonen.

## Kritische Auseinandersetzung
Tashiro Mieko beschreibt TL-Magazine wie Love S-girl, Advanced Love Mint und Love Love MAX als Werke, in denen sexuelle Handlungen häufig am selben Tag stattfinden, an dem die Protagonisten sich verlieben. Der Sex werde dabei als „glückliches Ziel der Romanze“ dargestellt. Häufig beinhalten die Geschichten Szenarien wie „Vergewaltigung im Bekanntenkreis“, die dennoch mit einem Happy End abschließen, bei dem die weibliche Hauptfigur zum Sex gezwungen wird und sich weigert, Sex zu haben.
Tashiro kritisiert, dass solche Darstellungen oft aus der Perspektive der sexuell gewalttätigen Täter geschildert werden, wodurch der Eindruck entsteht, das Opfer lehne die Handlungen möglicherweise nicht vollständig ab, selbst wenn es Widerstand zeigt. Zudem bemängelt er das Fehlen von Themen wie Verhütung und Prävention sexuell übertragbarer Krankheiten, obwohl Sexszenen einen zentralen Bestandteil der Geschichten bilden.
Er hinterfragt, ob die fehlende Darstellung von Verhütung und Prävention sexuell übertragbarer Krankheiten in Sexszenen gerechtfertigt ist, auch wenn dies möglicherweise einer „Forderung nach etwas Unrealistischem“ gleichkommt. Er kritisiert zudem, dass gewalttätige und kriminelle Akte wie „Vergewaltigung im Bekanntenkreis“ häufig normalisiert werden. TL-Comics werden von ihm als eine sexistische und gewaltverherrlichende Quelle sexueller Informationen beschrieben, die stark von geschlechtsspezifischen Vorurteilen geprägt ist. Die Werke zeigen oft männlich dominierte, erzwungene sexuelle Handlungen, während Frauen als passiv und ohne Selbstbestimmung dargestellt werden.
Es wird dadurch verdeutlicht, dass die Geschichten im TL-Genre eine „Überlegenheit der Liebe“ vermitteln. Auf den ersten Blick scheinen sie die positiven Seiten von Liebe und Sexualität hervorzuheben, indem sie das Schema „Liebe = Glück“ und „sexuelle Aktivität = Vergnügen“ präsentieren.